# كوزو يوكي
كوزو يوكي (باليابانية: 結城 耕造) (23 يناير 1979 في يوكوهاما في اليابان – )؛ هو لاعب كرة قدم ياباني سابق كان يلعب كمدافع.

## وصلات خارجية
- كوزو يوكي على موقع رابطة كرة القدم اليابانية للمحترفين (اليابانية)
- كوزو يوكي على موقع قاعدة بيانات كرة القدم.إي يو (الإنجليزية)
- كوزو يوكي على موقع Soccerway.com (الإنجليزية)
- كوزو يوكي على موقع عالم كرة القدم.نت (الإنجليزية)